# Chagni
Chagni (également connue sous le nom de Kedamawi Haile Selassie Ber) est une ville de l'ouest de l'Éthiopie, située dans la zone Agew Awi de la région Amhara. Elle se trouve à 10° 57′ N, 36° 30′ E et à 1 583 mètres d'altitude. Elle est le centre administratif du woreda Guangua.